# あ行
是指在日語五十音圖中的第一行。中所有的假名發音均不含子音（或說以聲門塞音為起頭），包括、五個假名。
 -  -  -  -  -  -  -  -  - -  -  -  -  - 